# Biathlon ai XXII Giochi olimpici invernali - 12,5 km partenza in linea femminile
Nel biathlon ai XXII Giochi olimpici invernali la gara della partenza in linea femminile si disputò nella giornata del 17 febbraio nella località di Krasnaja Poljana sul comprensorio sciistico Laura.
Campionessa olimpica uscente era la tedesca Magdalena Neuner, che aveva conquistato l'oro nella precedente edizione di Vancouver 2010 sopravanzando nell'ordine la russa Ol'ga Zajceva e la connazionale Simone Hauswald; detentrice del titolo iridato di Nové Město na Moravě 2013 era la bielorussa Dar"ja Domračava.
La Domračava vinse la medaglia d'oro, la ceca Gabriela Soukalová quella d'argento e la norvegese Tiril Eckhoff quella di bronzo.
In data 21 febbraio 2014 il Comitato Olimpico Internazionale accertò una violazione delle normative antidoping da parte della tedesca Evi Sachenbacher-Stehle, annullando il risultato ottenuto dalla sciatrice ed il giorno successivo l'International Biathlon Union modificò dunque il risultato della gara. Nei mesi di novembre e dicembre del 2017, successivamente allo scandalo doping in Russia, lo stesso Comitato Olimpico Internazionale accertò altresì un'infrazione delle normative sull'uso di sostanze proibite da parte delle russe Ol'ga Viluchina e Ol'ga Zajceva in occasione delle Olimpiadi di Soči, annullando così i risultati ottenuti dalle due sciatrici. Le due atlete presentarono ricorso contro tale decisione e il 24 settembre 2020 il Tribunale Arbitrale dello Sport si pronunciò definitivamente sulla squalifica inflitta dal CIO, annullando la sanzione a Viluchina, ma confermando quella imposta a Zajceva.

## Classifica di gara
| Pos. | Atleta                  | Nazione     | Tempo   | Errori (P+P+S+S) | Distacco |
| ---- | ----------------------- | ----------- | ------- | ---------------- | -------- |
|      | Dar"ja Domračava        | Bielorussia | 35'25"6 | 1 (0+0+0+1)      | —        |
|      | Gabriela Soukalová      | Rep. Ceca   | 35'45"8 | 1 (0+0+0+1)      | +20"2    |
|      | Tiril Eckhoff           | Norvegia    | 35'52"9 | 1 (0+1+0+0)      | +27"3    |
| 4    | Teja Gregorin           | Slovenia    | 36'05"0 | 0 (0+0+0+0)      | +39"4    |
| 5    | Monika Hojnisz          | Polonia     | 36'20"5 | 0 (0+0+0+0)      | +54"9    |
| 6    | Kaisa Mäkäräinen        | Finlandia   | 36'27"1 | 2 (0+0+1+1)      | +1'01"5  |
| 7    | Olena Pidhrušna         | Ucraina     | 36'37"1 | 0 (0+0+0+0)      | +1'11"5  |
| 8    | Veronika Vítková        | Rep. Ceca   | 36'49"3 | 0 (0+0+0+0)      | +1'23"7  |
| 9    | Selina Gasparin         | Svizzera    | 36'54"9 | 2 (0+1+1+0)      | +1'29"3  |
| 10   | Anaïs Bescond           | Francia     | 36'55"3 | 3 (0+0+3+0)      | +1'29"7  |
| 11   | Susan Dunklee           | Stati Uniti | 36'57"9 | 3 (0+1+1+1)      | +1'32"3  |
| 12   | Valentyna Semerenko     | Ucraina     | 37'03"5 | 2 (0+0+2+0)      | +1'37"9  |
| 13   | Karin Oberhofer         | Italia      | 37'03"6 | 2 (0+0+1+1)      | +1'38"0  |
| 14   | Tora Berger             | Norvegia    | 37'07"8 | 2 (0+1+1+0)      | +1'42"2  |
| 15   | Nadzeja Skardzina       | Bielorussia | 37'08"0 | 2 (0+0+1+1)      | +1'42"4  |
| 16   | Vita Semerenko          | Ucraina     | 37'03"5 | 2 (0+0+2+0)      | +1'37"9  |
| 17   | Andrea Henkel           | Germania    | 37'19"2 | 1 (0+0+1+0)      | +1'53"6  |
| 18   | Krystyna Pałka          | Polonia     | 37'33"9 | 2 (1+0+1+0)      | +2'08"3  |
| 19   | Weronika Nowakowska     | Polonia     | 37'35"2 | 4 (1+0+2+1)      | +2'09"6  |
| 20   | Éva Tófalvi             | Romania     | 37'50"9 | 2 (1+0+0+1)      | +2'25"3  |
| 21   | Ol'ga Viluchina         | Russia      | 38'05"3 | 2 (1+0+0+1)      | +2'39"7  |
| 22   | Julija Džyma            | Ucraina     | 38'10"8 | 4 (0+0+2+2)      | +2'45"2  |
| DSQ  | Ol'ga Zajceva           | Russia      | 38'14"2 | 1 (0+0+1+0)      | +2'48"6  |
| 24   | Ann Kristin Flatland    | Norvegia    | 38'15"6 | 2 (0+1+1+0)      | +2'50"0  |
| 25   | Dorothea Wierer         | Italia      | 38'37"4 | 3 (1+2+0+0)      | +3'11"8  |
| 26   | Anastasija Kuz'mina     | Slovacchia  | 38'50"3 | 5 (0+2+2+1)      | +3'24"7  |
| 27   | Megan Imrie             | Canada      | 38'59"0 | 5 (1+0+1+3)      | +3'33"4  |
| 28   | Franziska Hildebrand    | Germania    | 39'09"5 | 3 (1+0+1+1)      | +3'43"9  |
| -    | Elisa Gasparin          | Svizzera    | DNF     | 1 (0+1)          |          |
| DSQ  | Evi Sachenbacher-Stehle | Germania    | 35'53"9 | 0 (0+0+0+0)      | +28"3    |

Data: Lunedì 17 febbraio 2014 

Ora locale: 19:00 

Pista: Laura 

Legenda:
- DNS = non partito (did not start)
- DNF = prova non completata (did not finish)
- DSQ = squalificato (disqualified)
- Pos. = posizione
- P = a terra
- S = in piedi